# گوستاف سونسون
گوستاف سونسون (انگلیسی: Gustaf Svensson; ۱۷ مارس ۱۸۸۲ – ۱۳ ژوئیهٔ ۱۹۵۰) قایقران، و قایقران قایق بادبانی اهل سوئد بود.